# كونتشيتا مارتينث
إنماكولادا كونثيبثيون مارتينث بيرنات (بالإسبانية: Inmaculada Concepción Martínez Bernat، ولدت في 21 سبتمبر 1973، مونثون، وشقة، إسبانيا) والمعروفة ب كونتشيتا مارتينث، لاعبة كرة مضرب إسبانية.
حصلت على ميداليتين فضيتين وبرونزية في دورة الألعاب الأولمبية الصيفية، كما فازت ببطولة ويمبلدون عام 1994.

## إنجازاتها في الألعاب الأولمبية

### زوجي للسيدات: 2 فضية، 1 برونزية
| السنة | البطولة             | الزميلة                 | الخصمان                             | النتيجة       | الميدالية |
| 1992  | ألعاب أولمبية صيفية | أرانتشا سانتشيث فيكاريو | جيجي فيرنانديث ماري جوي فيرنانديث   | 5–7، 6–2، 2–6 | فضية      |
| 1996  | ألعاب أولمبية صيفية | أرانتشا سانتشيث فيكاريو | مانون بوليغراف بريندا سولتز-ماكارثي | 6–1، 6–3      | برونزية   |
| 2004  | ألعاب أولمبية صيفية | فيرخينيا روانو باسكوال  | سون تيانتيان لينغ تينغ              | 6–3، 6–3      | فضية      |

## إنجازاتها في الجراند سلام

### فردي: 1 بطولة
| السنة | البطولة  | الخصم في النهائي    | النتيجة       |
| 1994  | ويمبلدون | مارتينا نافراتيلوفا | 6–4، 3–6، 6–3 |

## ألقاب بطولات
- 2005 - بتتايا
- 2000 - ألمانيا
- 1999 - بولندا
- 1998 - ألمانيا، وارسو
- 1996 - إيطاليا، موسكو
- 1995 - هيلتون هيد، أميلي أيلاند، هامبورغ، إيطاليا، سان دييجو، لوس أنجلوس
- 1994 - ويمبلدون، هيلتون هيد، إيطاليا، الولايات المتحدة للملاعب الصلبة
- 1993 - بريسبان، هيوستن، إيطاليا، الولايات المتحدة للملاعب الصلبة، فيلادلفيا
- 1992 - النمسا
- 1991 - برشلونة، النمسا، باريس (صالات)
- 1990 - باريس (صالات)، سكوتسديل، إنديانابوليس
- 1989 - فينيكس، ويلينجتون، تامبا
- 1988 - صوفيا، روكافورت، كاستييون، ريدجو إميليا

## روابط خارجية
- كونتشيتا مارتينث على موقع IMDb (الإنجليزية)
- كونتشيتا مارتينث على موقع رابطة محترفات التنس (الإنجليزية)
- كونتشيتا مارتينث على موقع الاتحاد الدولي لكرة المضرب (الإنجليزية)
- كونتشيتا مارتينث على موقع كأس بيلي جين كينغ (الإنجليزية)
- كونتشيتا مارتينث على موقع قاعة مشاهير كرة المضرب الدولية (الإنجليزية)
- كونتشيتا مارتينث على موقع بطولة ويمبلدون (الإنجليزية)
- كونتشيتا مارتينث على موقع خلاصة التنس.كوم (الإنجليزية)
- كونتشيتا مارتينث على موقع اللجنة الأولمبية الدولية (الإنجليزية)
- كونتشيتا مارتينث على موقع أوليمبيديا (الإنجليزية)